# Beatriz Berrocal Pérez
Beatriz Berrocal Pérez (Benavente, Zamora, 5 de diciembre de 1962) es una escritora española. Su actividad literaria ha abordado tanto la literatura infantil y juvenil como la novela, el relato para adultos o la poesía infantil.

## Biografía
Aunque nació en Benavente, solo pasó allí temporadas cortas en casa de sus abuelos maternos. Debido a la profesión de ferroviario de su padre, residió en varios sitios: en Venta de Baños (Palencia) vivió hasta los catorce años, trasladándose entonces a Santander, donde cursaría la carrera de Enfermería, y posteriormente, a León para fijar allí su residencia, compaginando la profesión de enfermera con la escritura. 
Aunque sus inicios en el mundo literario fueron escribiendo relatos para adultos, su primera publicación fue una novela para público juvenil, de la mano de la Editorial Everest titulada Memorias de Tristán Saldaña (2004) para más tarde dar paso a sucesivas publicaciones.
En 2011 publica Cosa mía, novela que trata la violencia de género desde un punto de vista especial, ya que es el propio agresor el que hace la narración.        

## Obra
- 2004:  Memorias de Tristán Saldaña. Editorial Algar
- 2005:  Redacción de mi pueblo.
- 2007:  La vida es una barca. Grup Lobher Editorial
- 2007:  Al norte del norte. Grup Lobher Editorial
- 2007:  Mujer tenías que ser. Grup Lobher EditorialNOVELA DE BEATRIZ BERROCAL (EDITORIAL PLATERO COOLBOOKS)2007:  Muna.  Editorial Algar

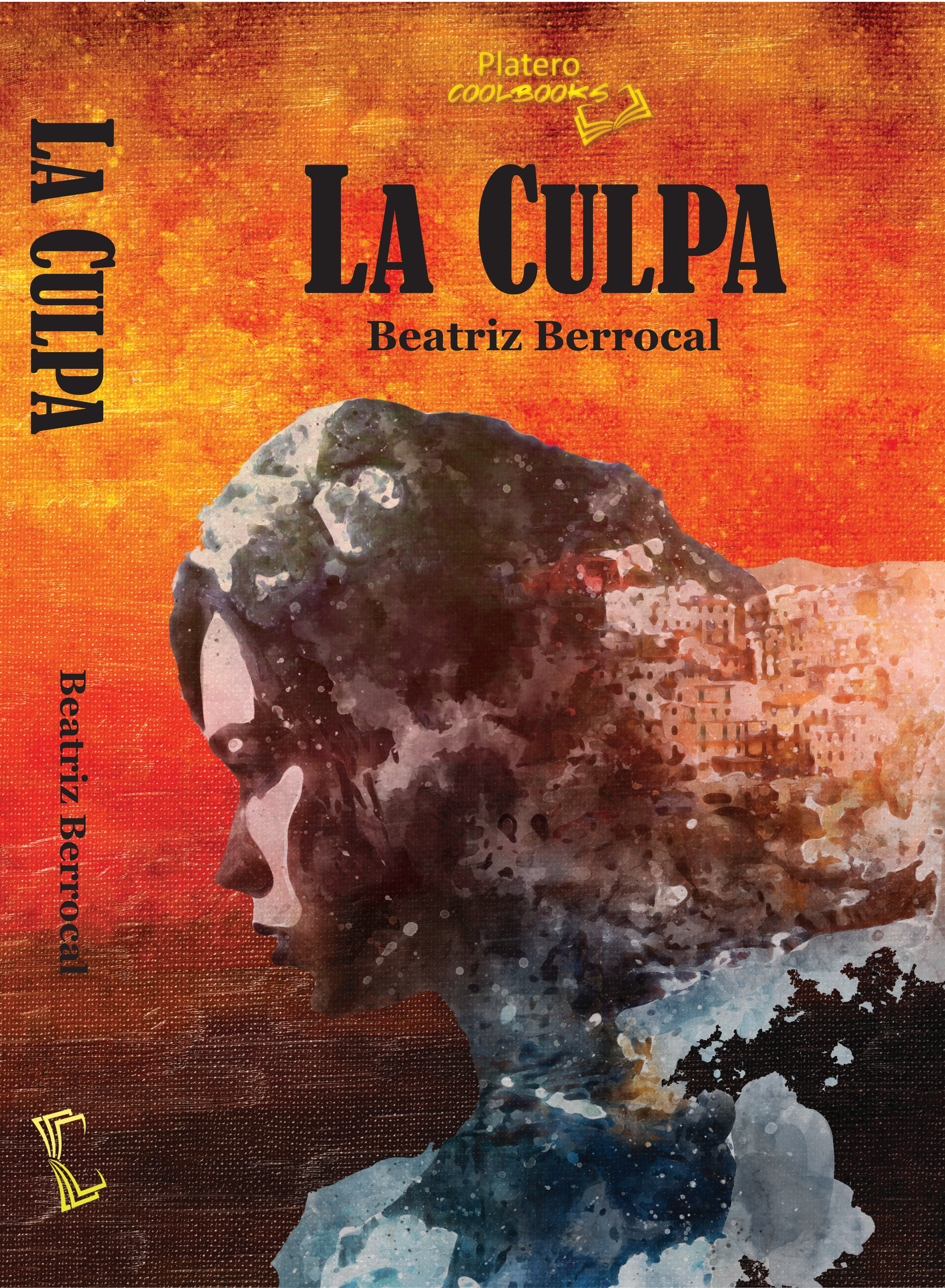
NOVELA DE BEATRIZ BERROCAL (EDITORIAL PLATERO COOLBOOKS)

- 2008:  Cantando los cuarenta.  Editorial Hipálage
- 2010:  Los cuentos de Mingabe. Relato: Manu y Gus. Editado por la Fundación para la divulgación de la fibromialgia.
- 2011:  Cosa mía. Edición de la autora.
- 2012:  Loreto Y Gus. Editado por On line Studio Productions para Apple.
- 2012:  La princesa que quería escribir. Editorial Amigos de papel.
- 2014:  Tengo un dragón en la tripa. Editorial Algar.
- 2015:  In Crescendo. Romantic Ediciones. (libro electrónico)
- 2016:  La revolución de las perdices. Editorial SM
- 2017:  Buenos días, señora Walker. Editorial Libresa. Ecuador.
- 2019:  El refugio de los versos. Editorial Algar.
- Participación en diversas antologías de relatos y poesía infantil: Imágenes de mujer, Relatos Constantí, Revista Charín...)
- 2020:  La culpa. Editorial Platero Cool Books
- 2020:  La misteriosa desaparición de Claudio Tres Cabezas. Editorial Sonolibro. Audiolibro y libro electrónico.
- 2020:  Papá y mamá se han separado. Editorial Sonolibro. Audiolibro y libro electrónico.
- 2020: Loreto y Gus. Editorial Sonolibro. Audiolibro y libro electrónico.
- 2020: Participación en la antología poética Aquí la Tierra. Poemas para un mundo en apuros. Editorial Valparaíso.
- 2021: Hija de nadie. Editorial Everest (Grupo Paraninfo)
- 2021: Adiós, noviembre. Editorial Algar.
- 2022: Camino y Alfonsín por León. Editorial Péndula.
- 2022: Difer-entes. Editorial Platero Coolbooks.
- 2022: La danza de los estorninos (Editorial Algar)
- 2023: Río Rojo (Editorial Edelvives)
- 2023:   Cosa Mía (Reedición. KDP)
- 2023:   De vida y vuelta (Editorial El Naranjo. México)

## Premios y reconocimientos
- Mención especial a la originalidad en el Certamen de Cartas de Amor de Calamocha (Teruel) en 2001.

- Finalista en el certamen de relato de la Fundación de Derechos Civiles,  en 2001, 2002 y 2003.[1]

- Accésit Mejor Relato en el Certamen Imágenes de Mujer convocado por el ayuntamiento de León en 2001.

- Primer Premio de Relatos en el Certamen convocado por Seguros Prado (Salamanca), en 2001.

- Semifinalista en el I Certamen de Novela Deportiva Marca en 2002.

- Finalista en el Certamen de Relato de la Fundación de Derechos Civiles. Publicado en 2002.

- Finalista en el Certamen de Relatos de Viajes Constantí, en 2003

- Semfinalista en el Premio de Novela Ciudad de Torrevieja, en 2004.

- Finalista en el Concurso de Relato Novelarte (Argentina), en 2004.

- Finalista en el Concurso de Relatos Max Aub en 2004.

- Primer Premio Concurso de Cuento Infantil de la Fundación Cabana (Mallorca), 2005.[2]

- Primer premio en el Certamen de relatos convocado por la Asociación Cultural Tertulia Goya  (Santander) (2006)[3]

- Finalista en el Certamen de Novela convocado por “Yoescribo.com” (Mallorca 2007)

- Accésit otorgado por la editorial Edebé en el Certamen de Novela Deportiva convocado por el diario Marca (2007)[4]

- Por segunda vez Premio al mejor relato de autora leonesa en el certamen “Imágenes de mujer” convocado por el ayuntamiento de León (2007)[5]

- Primer premio en el Certamen de relato organizado por el ayuntamiento de Villaquilambre (León. 2008)[6]

- Segundo premio en el Certamen de relatos convocado por el ayuntamiento de Miranda de Ebro (2009)[7]

- Por segunda vez, ganadora del certamen convocado por la asociación cultural Tertulia Goya de Santander (2013)

- Primer premio en el certamen de relato infantil convocado por Emasesa (Sevilla) 2014.

- Premio "Luna de aire" 2015. Convocado por el CEPLI (Centro de estudios para la promoción de la literatura infantil y juvenil) de la Universidad de Castilla-La Mancha.

- Finalista en el Premio Libresa de Literatura Infantil (Ecuador, 2017) con el título Buenos días, señora Walker.
- Segundo Premio en el certamen de relatos Pablo de Olavide 2021
- Tercer Premio Certamen de relatos Torrecampo 2022.
- Premio Internacional Avelino Hernández de novela juvenil 2022: La danza de los estorninos (Editorial Algar).[8]
- Premio Ala delta de literatura infantil 2022, por la obra Río Rojo (Editorial Edelvives).[9]
- Premio Hache 2025 por la obra La danza de los estorninos.[10]

## Iniciativas culturales
- Creación y coordinación del Proyecto Nomelibro.
- Creación y coordinación del Premio Literario Manuel Berrocal Domínguez de Literatura juvenil. (Los textos tienen que estar escritos por adultos, pero el jurado está formado por estudiantes de 13-14 años).